# Apanteles alexanderi
Apanteles alexanderi is een insect dat behoort tot de orde vliesvleugeligen (Hymenoptera) en de familie van de schildwespen (Braconidae). De wetenschappelijke naam van de soort werd voor het eerst geldig gepubliceerd door Juan (Jean) Brèthes in 1922.
De soort is genoemd naar Wifred Backhouse Alexander, een in Australië werkzame Britse entomoloog. Die was in Zuid-Amerika op zoek naar cactus-etende insecten, om die in Australië in te zetten tegen invasieve Opuntia-cactussen die er in grote delen van het subtropische oosten een plaag waren geworden. A. alexanderi bleek een parasiet van zulke insecten, meer bepaald van een vlinder die cactussen uit het geslacht Opuntia aantastte in het zuiden van de provincie Buenos Aires in Argentinië.
A. alexanderi is gekend als een parasiet van de cactus-etende snuitmotten Cactoblastis cactorum, Cactoblastis doddi, Tucumania tapiacola en Salambona analamprella.